# Aldenhof (Nijmegen)
Aldenhof is een wijk in Nijmegen. Op 1 januari 2023 telde de wijk 2.525 inwoners, verdeeld over 1.135 woningen, met een gemiddelde WOZ-waarde van € 257.000, op een oppervlakte van 0,46 km². 
Het is de oudste wijk van het stadsdeel Dukenburg. De eerste paal voor het nieuwe stadsdeel Dukenburg is geslagen in Aldenhof op 22 april 1966 en de eerste huizen werden opgeleverd in februari 1967. De wijk ligt ten westen van de Van Apelterenweg tussen Meijhorst (noordkant), Malvert (oostkant), Weezenhof (zuidkant) en Stadspark Staddijk (westkant).

## Opbouw
De wijk Aldenhof heeft een vierkant grondpatroon met een 'rondlopende' hoofdstraat waarop andere straten uitkomen. De wijk is een soort eiland omgeven door watergangen. Centraal in de wijk ligt een plantsoen met een vijver en een echt eilandje.
In Aldenhof staan ongeveer 1150 wooneenheden, zowel in de koop- als in de huursector. De wijk telt ongeveer 2700 inwoners. Bij de aanleg van de wijk werd gekozen voor een centrale wijkverwarming. Aan de ingang van de wijk kwam het ketelhuis te staan. Deze wijkverwarming gaf veel problemen, waardoor na enige jaren de wijkverwarming opgeheven werd. Het ketelhuis werd een kantoor. Na de eeuwwisseling is dit gebouw vernieuwd en vergroot, maar de schoorsteen is als gedenkteken behouden en markeert nog altijd de ingang van Aldenhof.

## Voorzieningen
In Aldenhof is een basisschool (Open wijkschool) annex kleuterspeelzaal gevestigd. Verder is hier een dependance ondergebracht van het cultureel centrum De Lindenberg, in een voormalige basisschool. Het aangrenzende stadspark Staddijk heeft sportfaciliteiten en en speeltuin. Ook is er een jongerencentrum. Het sportfondsenbad en wijkcentrum Dukenburg annex dependance stadswinkel liggen op loopafstand in de wijk Meijhorst. Winkels vindt men op loopafstand in de buurtwinkelcentra van de aangrenzende wijken Meijhorst, Malvert en Weezenhof.

## Afbeeldingen

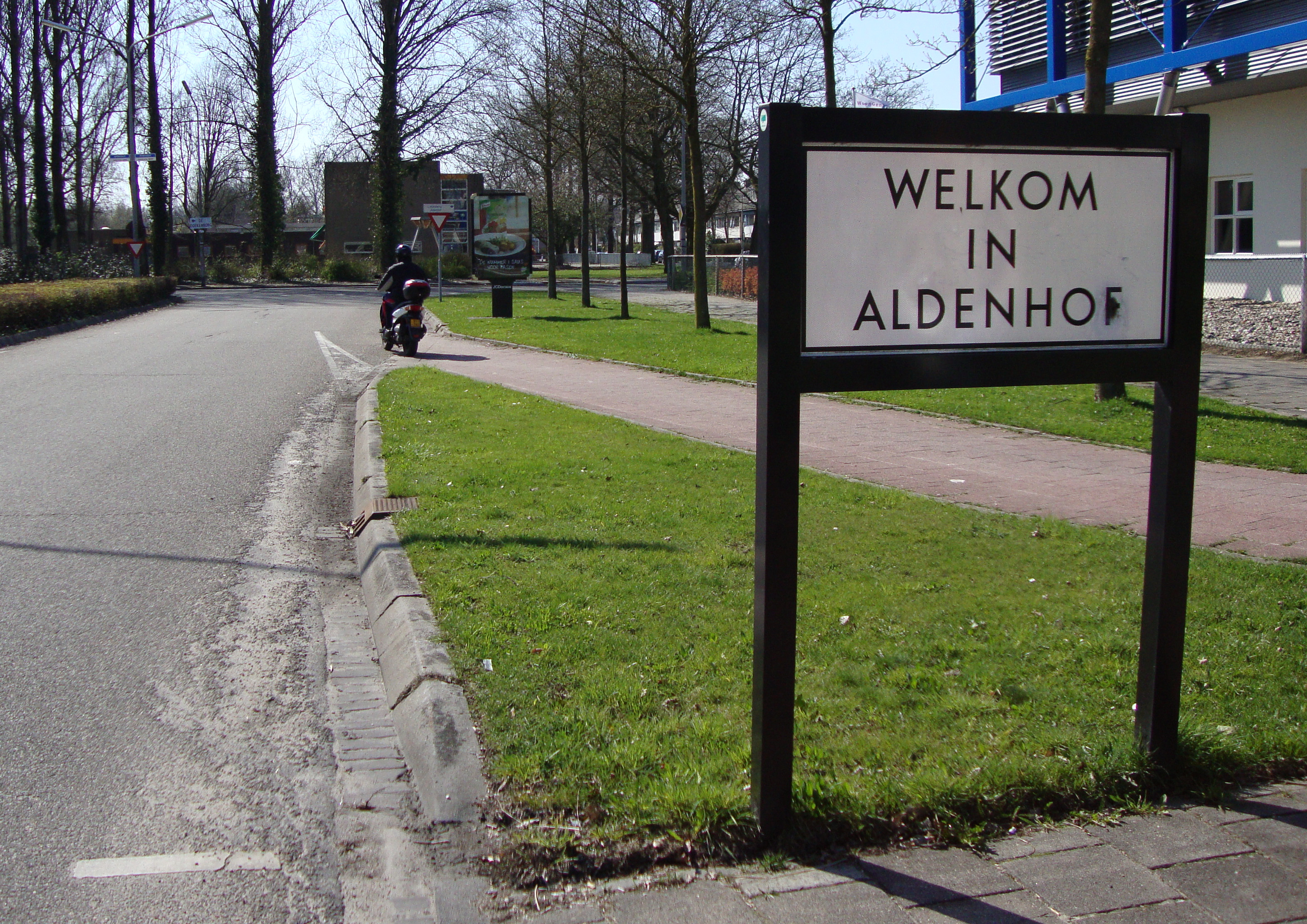
bord Welkom in Aldenhof
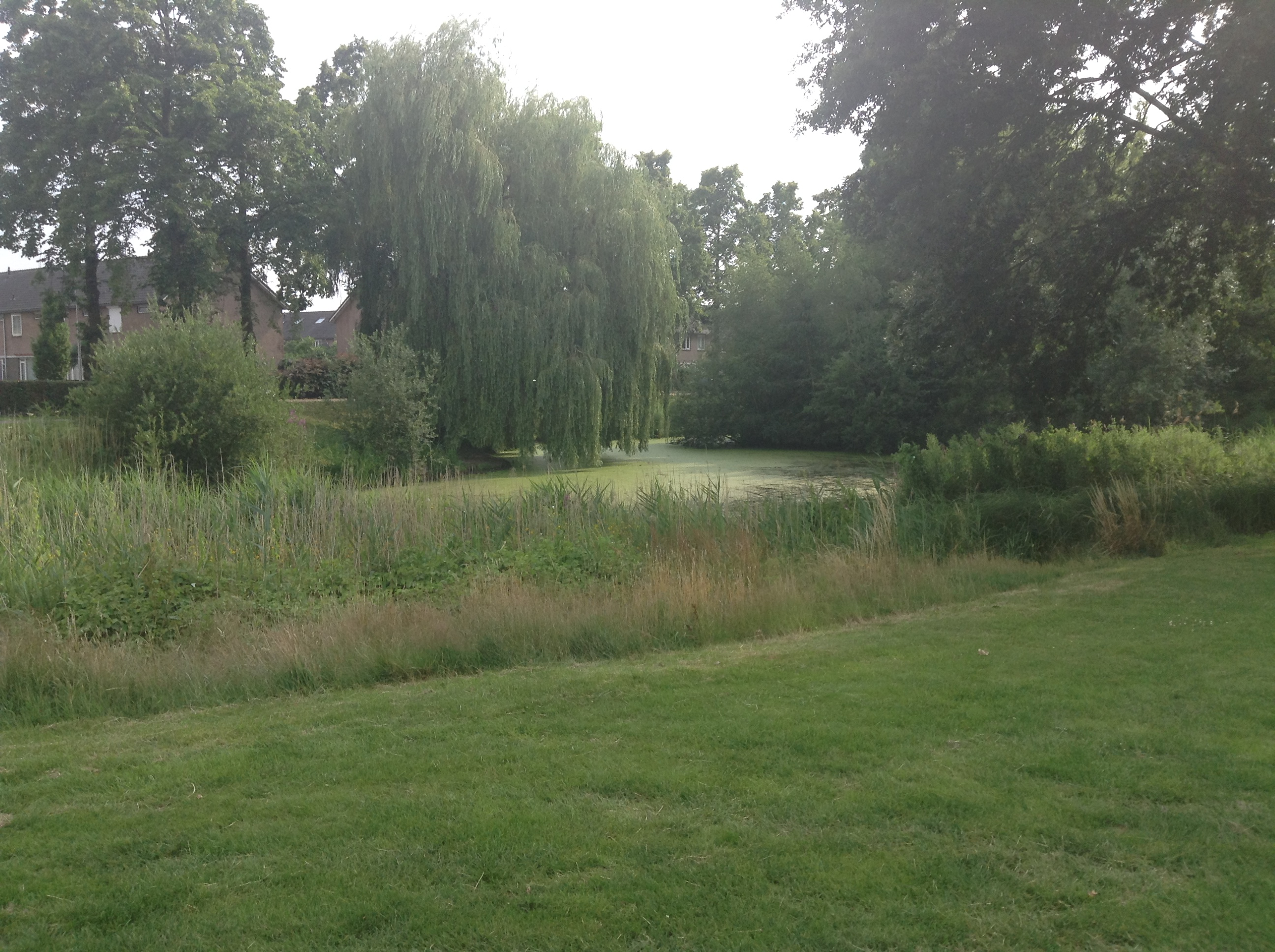
Park in het centrum van Aldenhof
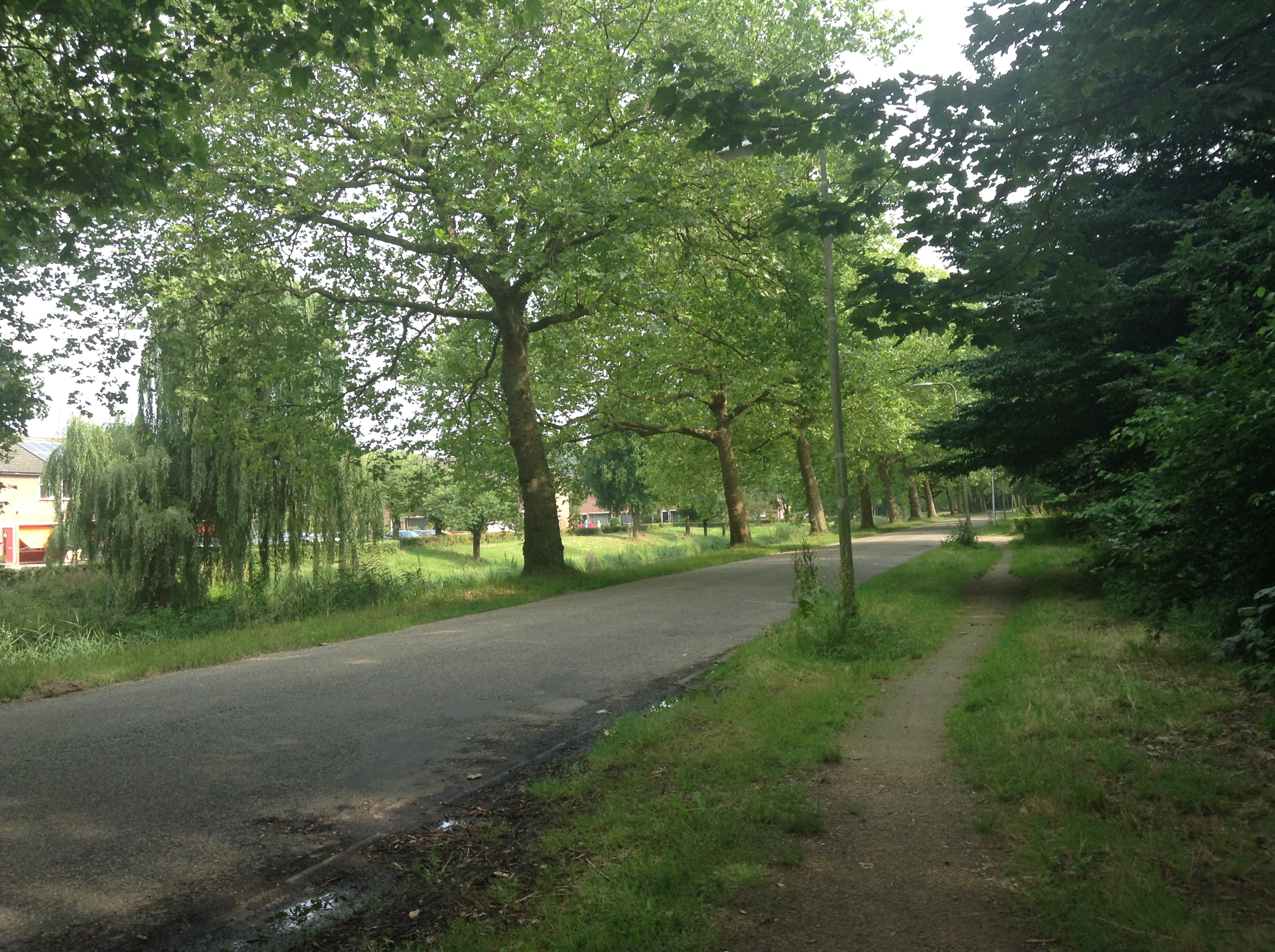
Plataanbomen aan de westkant van Aldenhof
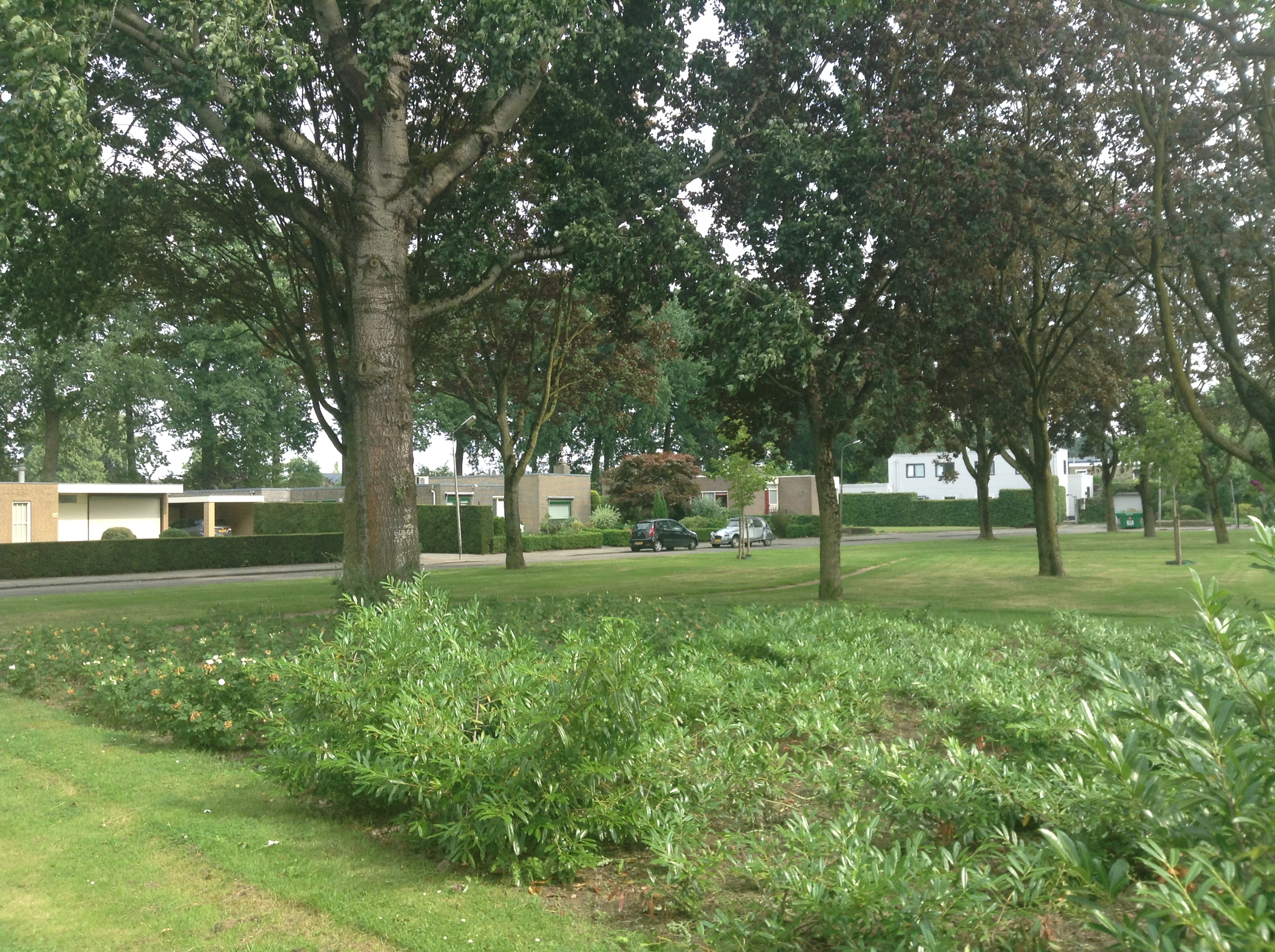
Bungalows in Aldenhof 70e straat
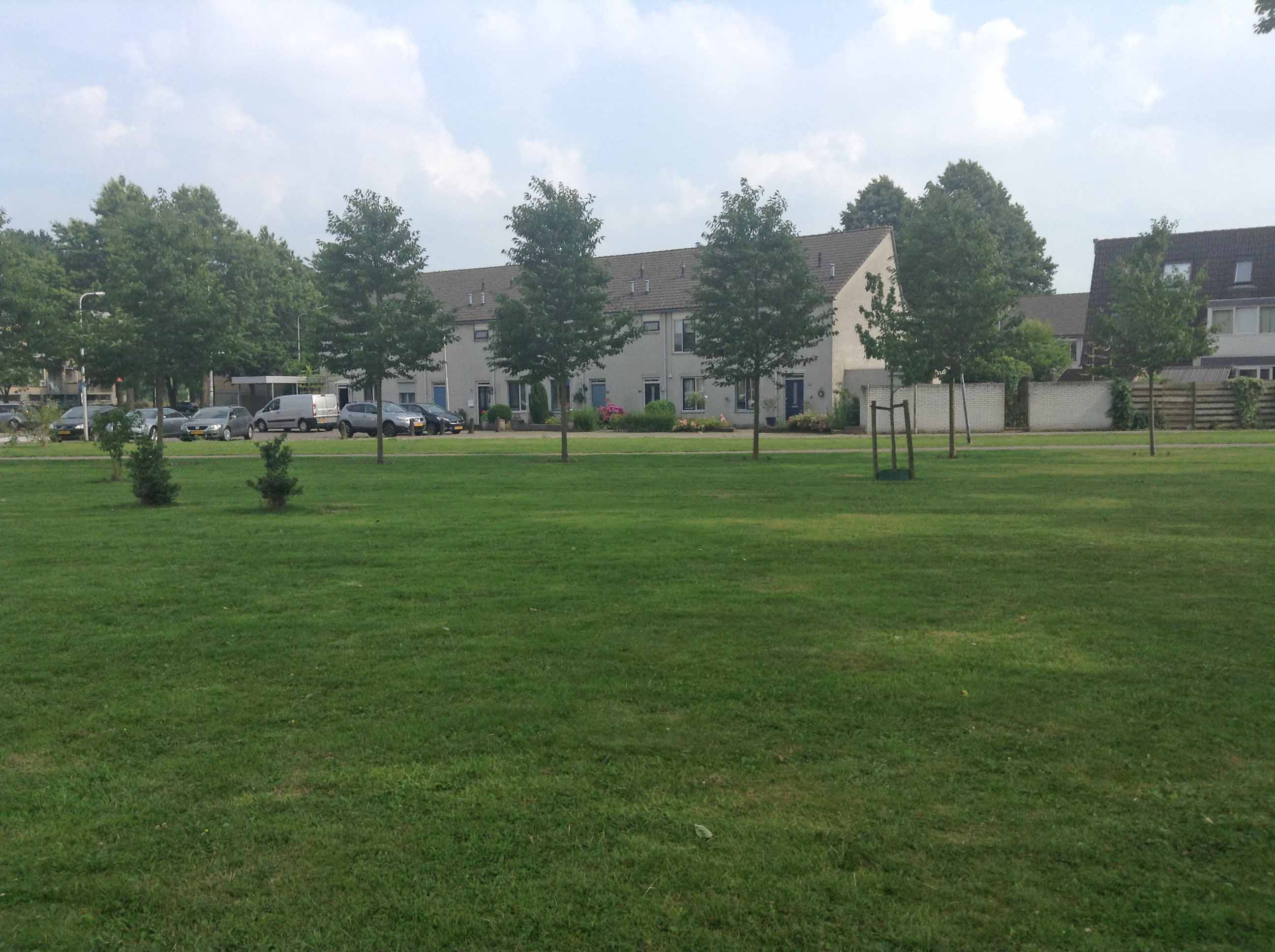
Laagbouw in Aldenhof
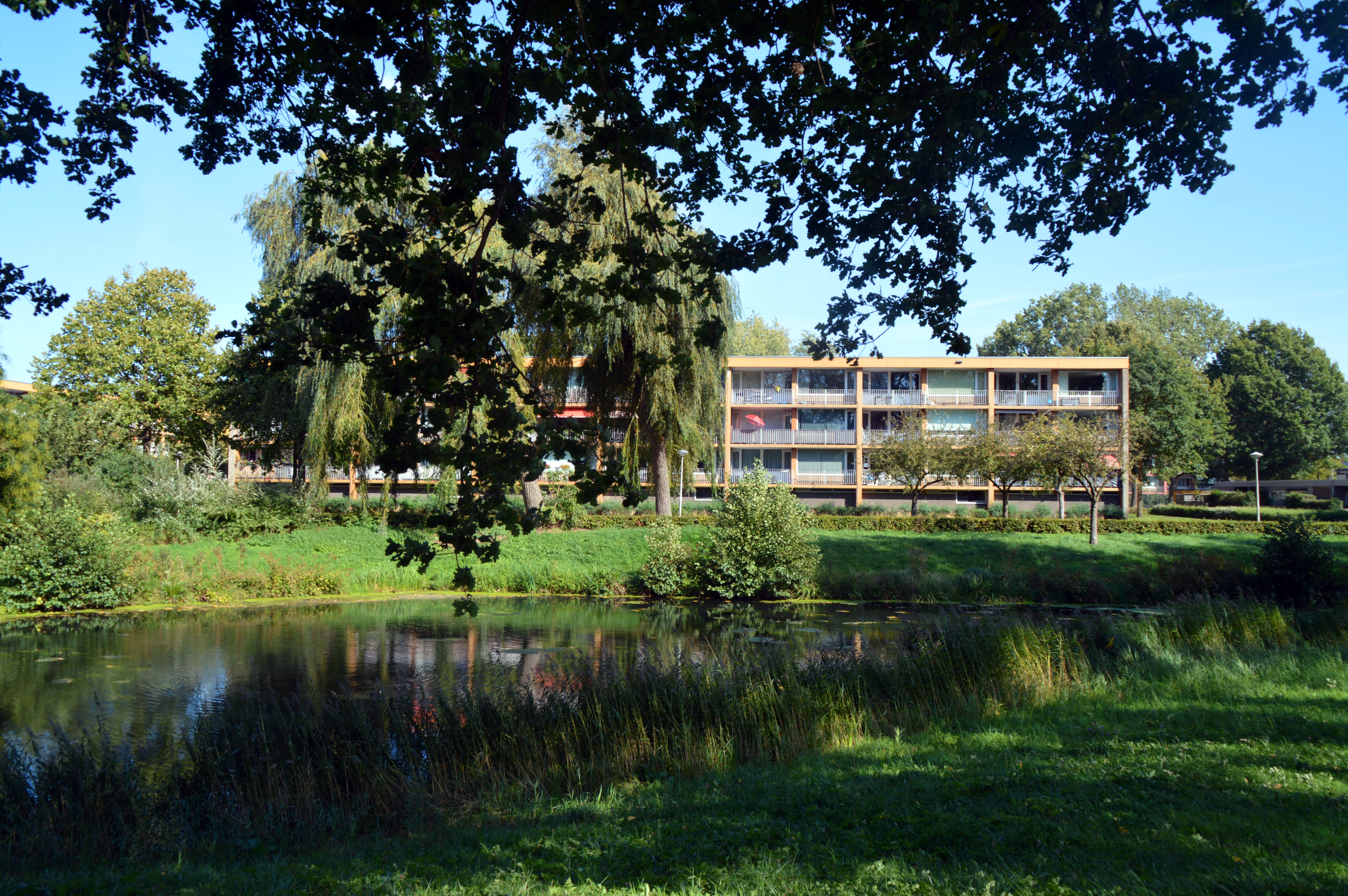
Aldenhof maisionettes
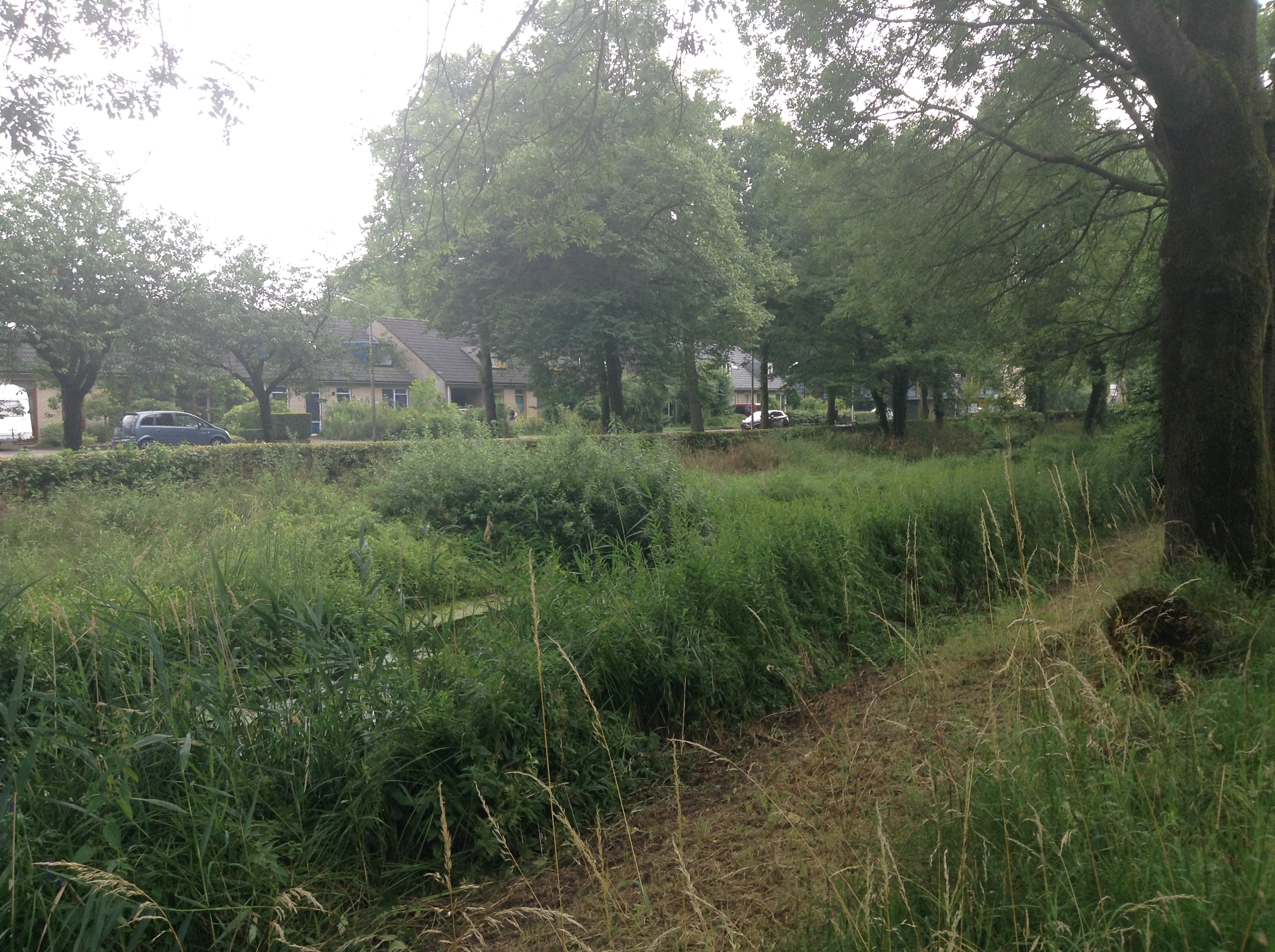
Zicht op Aldenhof 70e straat
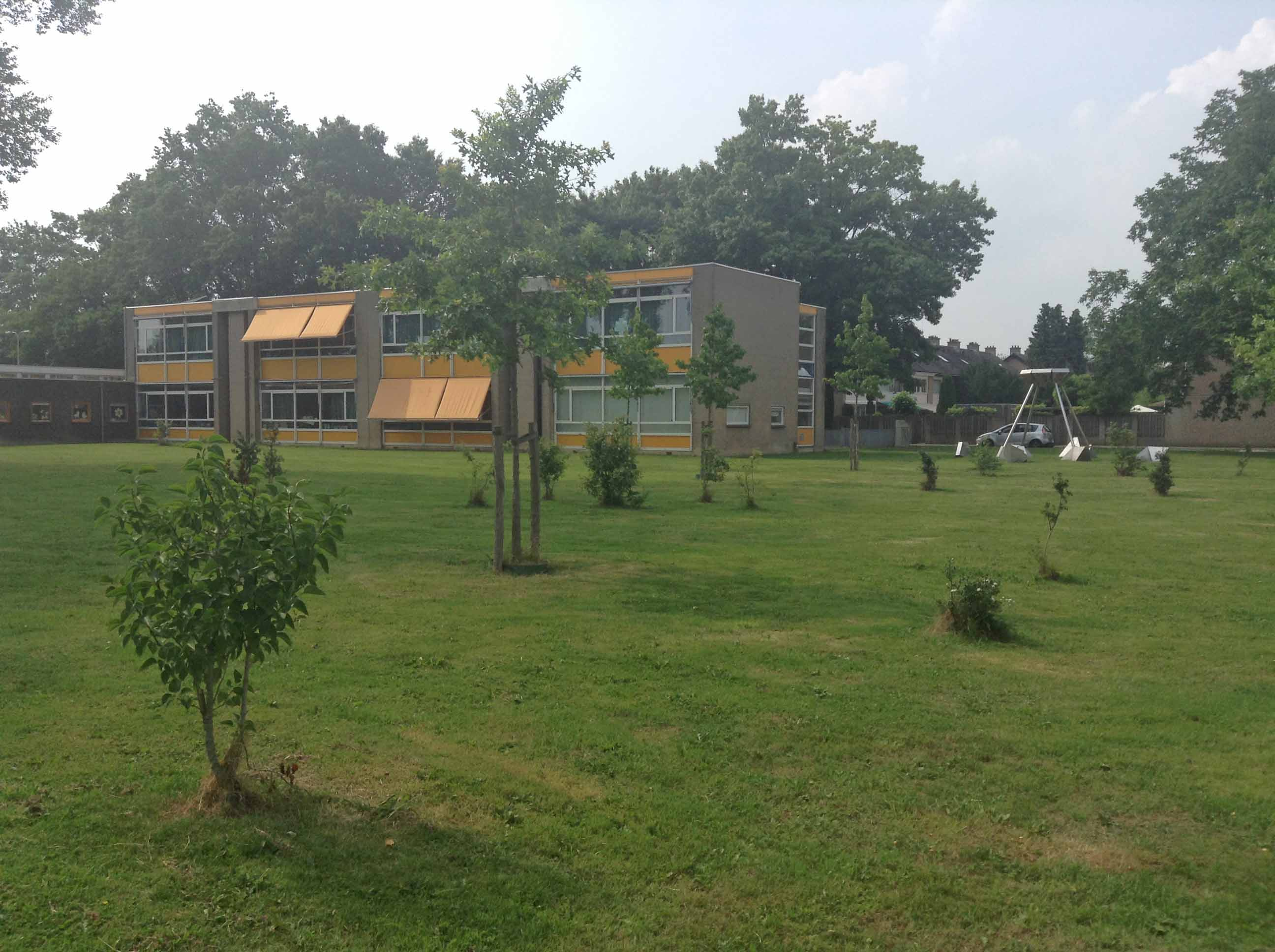
Basisschool De Aldenhove
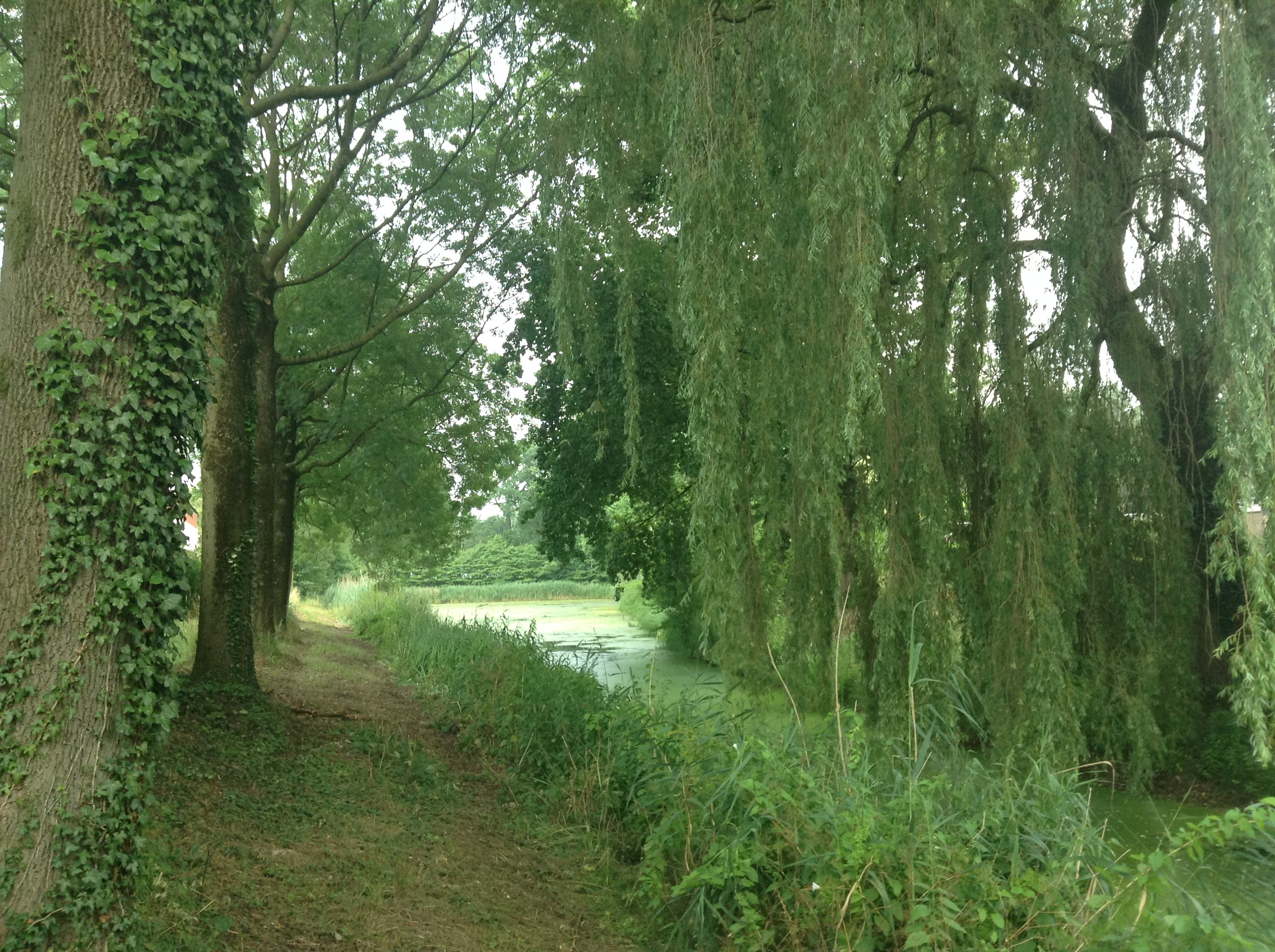
Wetering tussen Meijhorst en Aldenhof
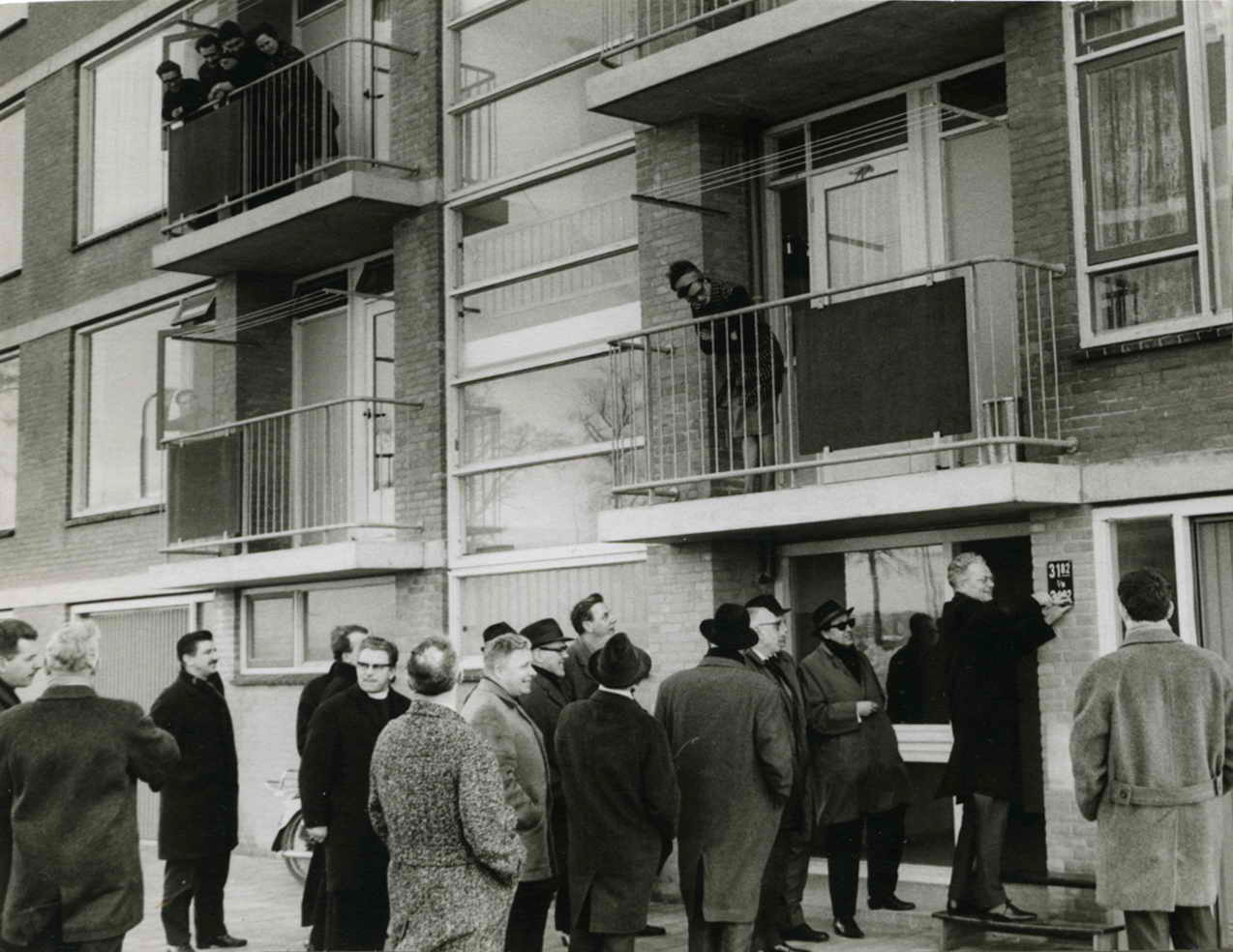
Wethouder van der Borg schroeft het eerste huisnummerbord in Nederland met zowel straat als huisnummer in cijfers op een flatgevel (1967)
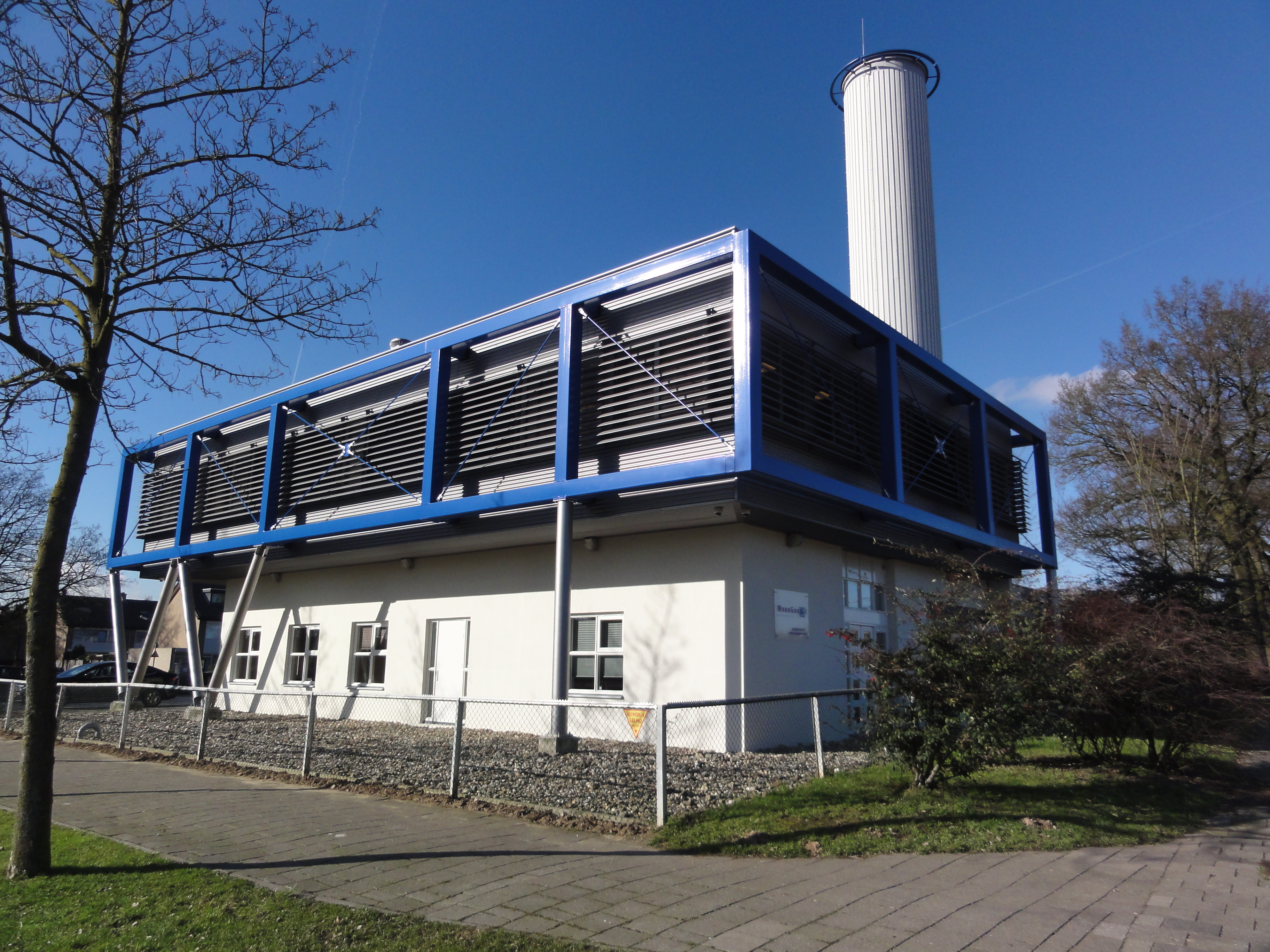
Voormalig ketelhuis stadsverwarming Aldenhof
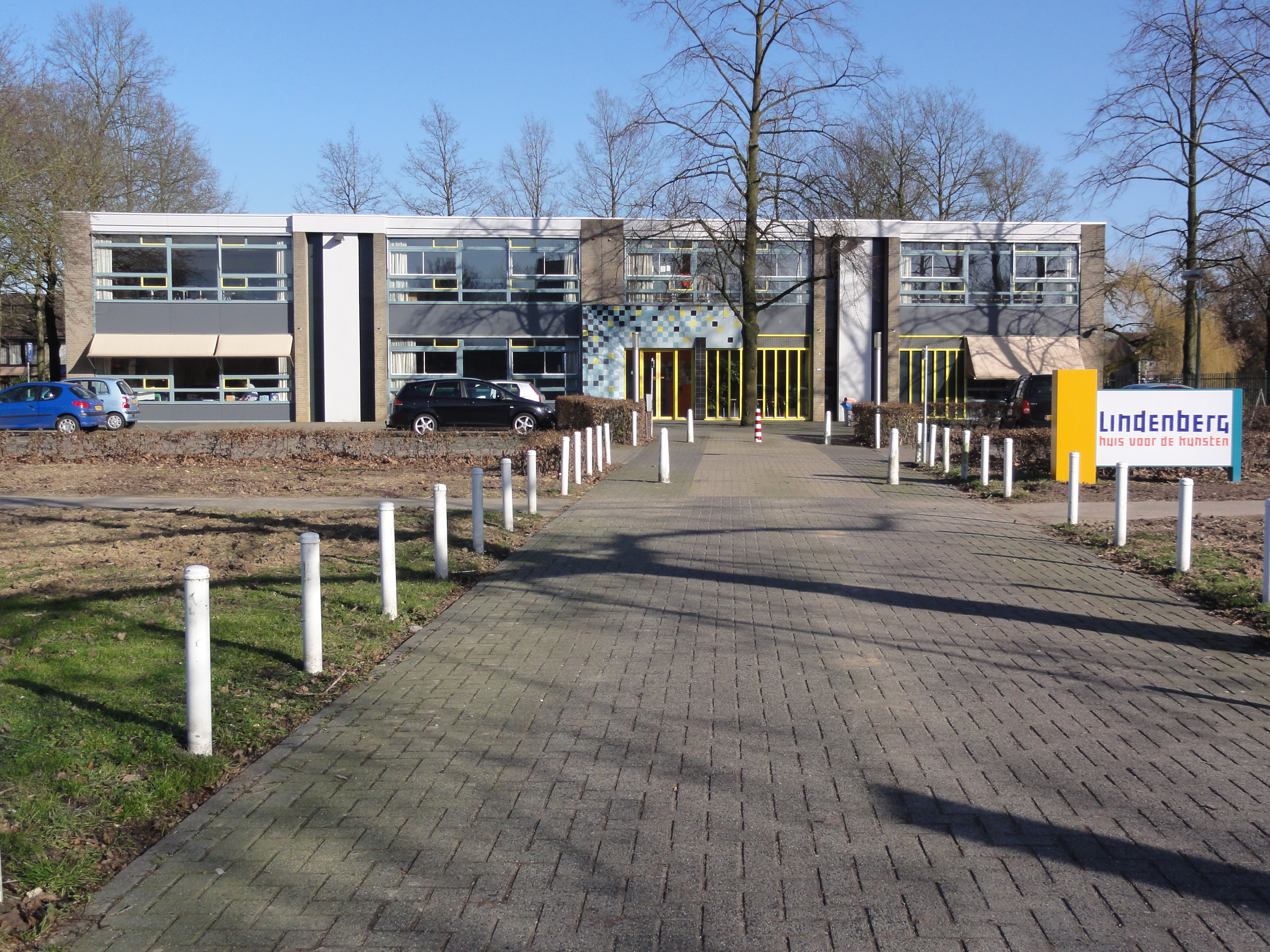
Lindenberg huis voor de kunsten